# Ineni
Ineni, Ini o Inni (Jnn=j) va ser una reina egípcia de la XIII Dinastia (cap al 1700 aC).
Fins ara només se la coneix per 21 escarabeus i una impressió de segell de Kerma. Tenia els títols de Gran Esposa Reial i La que està unida a la corona blanca. Ineni és una de les primeres reines egípcies antigues el nom de les quals s'escriu dins d'un cartutx. Aquesta manera d'escriure un nom anteriorment només s'utilitzava per als noms de reis i algunes filles de reis que ocupaven càrrecs especials.
No es coneix amb certesa el nom del marit d’Ineni. Es creu que era el rei Merneferre Ay, ja que els seus escarabeus tenen un estil similar al d’aquest rei.